# Klagsverband
Der Klagsverband (vollständiger Name: Klagsverband zur Durchsetzung der Rechte von Diskriminierungsopfern), ein österreichischer Verein mit Sitz in Wien, gegründet 2004 von ZARA, BIZEPS und HOSI Wien, ist als Dachverband von Nichtregierungsorganisationen (NGOs) konzipiert, die auf dem Gebiet der Bekämpfung von Diskriminierung und der Beratung von Diskriminierungsopfern tätig sind.

## Arbeitsgebiet
Das Hauptaufgabengebiet des Klagsverbands ist die strategische Klagsführung nach dem Antidiskriminierungs- und Gleichstellungsrecht. In Österreich gibt es sieben rechtlich geschützte Diskriminierungsgründe:
- Geschlecht
- ethnische Zugehörigkeit
- Religion und Weltanschauung
- Behinderung
- sexuelle Orientierung
- Alter

Die Arbeit des Klagsverbands umfasst alle sieben Diskriminierungsgründe sowohl bei Diskriminierung in der Arbeitswelt als auch beim Zugang zu Gütern und Dienstleistungen. Insgesamt gibt es etwa 50 Gesetze, die Diskriminierung in Österreich verbieten. Durch die Zersplitterung des Rechts ist es kaum möglich, alle gesetzlichen Grundlagen lückenlos zu nennen. Für die Arbeit des Klagsverbands sind besonders das Gleichbehandlungsgesetz (GlBG) und das Behindertengleichstellungsrecht, bestehend aus Bundes-Behindertengleichstellungsgesetz (BGStG) und Behinderteneinstellungsgesetz (BeinstG) relevant.

## Angebote

### Rechtsdurchsetzung
Der Klagsverband unterstützt Musterverfahren nach dem Antidiskriminierungsrecht, mit dem Ziel, dass dieses Rechtsgebiet möglichst umfassend ausgelegt wird. Die Verfahren werden von den Mitgliedsvereinen an den Klagsverband herangetragen. Der Klagsverband macht keine Erstberatung. In den vergangenen Jahren konnte der Klagsverband mit seinen Verfahren immer wieder richtungsweisende Urteile bewirken. So hat der Klagsverband 2016 erstmals in Österreich ein Verfahren unterstützt, bei dem das Naheverhältnis nach dem Gleichbehandlungsgesetz (GlBG) berücksichtigt wurde. Im Jahr 2014 hat der Klagsverband das erste Verfahren nach dem Tiroler Antidiskriminierungsgesetz geführt, weil ein in Tirol wohnhafter, kroatischer Staatsbürger keine Schulstarthilfe für seine Kinder bekommen hat. Kroatien war damals noch nicht Mitglied der Europäischen Union. Nach dem positiven Ausgang des Verfahrens wurden die Anspruchvoraussetzungen für die Tiroler Schulstarthilfe geändert. Nicht mehr die Staatsangehörigkeit, sondern der Wohnsitz ist nun maßgeblich. Der Klagsverband schöpft auch die rechtlichen Möglichkeiten völkerrechtlicher Verträge aus. Im Jahr 2014 hat der Klagsverband eine Individual-Beschwerde nach der UN-Behindertenrechtskonvention unterstützt. Es handelte sich um die erste Beschwerde nach der UN-Behindertenrechtskonvention aus Österreich.

### Stellungnahmen und Schattenberichte
Mit Stellungnahmen zu Gesetzesnovellen versucht der Klagsverband, aktiv an politischen Prozessen teilzunehmen und die Gesetzgebung im Sinne umfassender Gleichstellungs- und Antidiskriminierungspolitik zu beeinflussen. In den vergangenen Jahren hat sich der Klagsverband in Form von Schattenberichten verstärkt daran beteiligt, die Umsetzung verschiedener völkerrechtlicher Konventionen, die Österreich ratifiziert hat, zu beobachten und zu verbessern.

### Dokumentation
Auf seiner Internetseite dokumentiert der Klagsverband relevante juristische Entscheidungen europäischer und nationaler Gerichtshöfe.

## Diskussionsreihe
„Der Klagsverband diskutiert“ ist der Name einer Diskussionsreihe, die der Klagsverband 2016 gestartet hat. An vier Abenden im Jahr lädt der Verein zu einem Gespräch, bei dem renommierte Experten verschiedener Disziplinen gemeinsam mit dem Klagsverband über aktuelle gleichstellungspolitische Themen diskutieren. Die Diskussionsabende finden in Wien und in den Bundesländern statt und behandeln unterschiedlichste Themen von der rechtlichen Gleichstellung intergeschlechtlicher Personen über gelungene Konzepte von Chancengleichheit bis zum Diskriminierungsschutz für Flüchtlinge. Das Publikum ist eingeladen, sich an der Diskussion zu beteiligen. Der Klagsverband möchte mit diesem Format einen Raum für Reflexionen anbieten, die über rechtliche Aspekte hinausgehen.

## Monitoringarbeit
Der Klagsverband ist Mitglied in zwei Monitoringgremien zur Überwachung der Umsetzung der UN-Behindertenrechtskonvention.
- Niederösterreichischer Monitoringausschuss (seit 2013)[8]
- Wiener Monitoringstelle (seit 2016)[9]

## Rechtliche Stellung
- Der Klagsverband ist ein Verein.
- In Umsetzung der EU-Richtlinien 2000/43/EG,[10] 2000/78/EG[11] und 2002/73/EG[12] ist der Klagsverband durch das österreichische Gleichbehandlungsgesetz (GlBG) ermächtigt, auf Verlangen der Betroffenen einem Rechtsstreit zur Durchsetzung von Ansprüchen nach diesem Gesetz als Nebenintervenient beizutreten (§ 62 GlBG).[13]
- Artikel 2 § 13 Abs. 1 des Bundes-Behindertengleichstellungsgetzes (BGStG) spricht dem Klagsverband das Recht zur Verbandsklage auf Feststellung sowie bei großen Kapitalgesellschaften im Sinne des § 221 Abs. 3 Unternehmensgesetzbuch (UGB) auch auf Unterlassung und Beseitigung einer Diskriminierung aus dem Grund einer Behinderung zu.[14]
- Das Recht zur Verbandsklage bei Versicherungsverträgen für den Klagsverband ist in Artikel 2 § 13 Abs. 2 des Bundes-Behindertengleichstellungsgesetzes (BGStG) geregelt.[15]